# NGC 2547
NGC 2547 је расејано звездано јато у сазвежђу Једра које се налази на NGC листи објеката дубоког неба.
Деклинација објекта је - 49° 13' 30" а ректасцензија 8h 10m 9,0s. Привидна величина (магнитуда) објекта NGC 2547 износи 4,7. NGC 2547 је још познат и под ознакама OCL 753, ESO 209-SC18, AM 0808-490.